# جون می-دو
جئون می-دو (انگلیسی: Jeon Mi-do؛ زادهٔ ۴ اوت ۱۹۸۲) بازیگر اهل کره جنوبی است. وی از سال ۲۰۰۶ میلادی تاکنون مشغول فعالیت بوده‌است.
از فیلم‌ها یا برنامه‌های تلویزیونی که وی در آن نقش داشته‌است می‌توان به پلی‌لیست بیمارستان اشاره کرد.